# Saint-Ouen-lès-Parey
Saint-Ouen-lès-Parey település Franciaországban, Vosges megyében. Lakosainak száma 495 fő (2022. január 1.). Saint-Ouen-lès-Parey Saulxures-lès-Bulgnéville, Crainvilliers, La Vacheresse-et-la-Rouillie, Sauville, Vrécourt, Urville és Aingeville községekkel határos.

## Népesség
A település népessége az elmúlt években az alábbi módon változott:
| Lakosok száma | 485  | 484  | 499  | 495  | 499  | 503  | 501  | 498  | 495  |
|               | 2013 | 2015 | 2016 | 2017 | 2018 | 2019 | 2020 | 2021 | 2022 |